# Ordine dell'Anima delle Donne
L'Ordine dell'Anima delle Donne (in turkmeno: Zenan kalby) è un'onorificenza turkmena.

## Storia
L'ordine è stato istituito l'8 febbraio 2014 in sostituzione dell'Ordine di Gurbansoltan Eje.

## Insegne
L'insegna ha la forma di un disco del diametro di 42 mm, composto da tre cerchi. Sul cerchio esterno, formato da raggi solari divergenti dal centro, sono fissati 8 rubini, posti alla stessa distanza l'uno dall'altro.
Il cerchio centrale, del diametro di 31,5 mm, è smaltato di rosso e presenta nella parte superiore la scritta "ZENAN KALBY" e nella parte inferiore due rami di ulivo incrociati.
Nel cerchio centrale, di 23 mm di diametro, sono presenti le sagome di una mano di donna con una rosa, una decorazione nazionale e un bouquet dorato. La rosa e l'ornamento nazionale sono ricoperti di smalto bianco. Il resto delle immagini è dorato e lucidato.
Il distintivo dell'ordine è attaccato a una catena per mezzo di uno speciale anello intermedio realizzato a forma di cuore. La catena è lunga 75 mm. Nella parte superiore dell'anello intermedio è presente un diamante e un occhiello tubolare del diametro di 5 mm, attraverso il quale viene infilata la catena.
L'insegna e la catena sono realizzate in argento sterling 925 dorato.